# أشيان (لنجان)
تشالة قرا هي قرية في مقاطعة لنجان، إيران. عدد سكان هذه القرية هو 1,091 في سنة 2006.